# Günther von Blanckenburg
Günther von Blanckenburg (* 8. Februar 1858 in Zimmerhausen, Kreis Regenwalde; † 9. November 1931) war ein preußischer Verwaltungsjurist und Landrat. Von 1887 bis 1899 amtierte er als Landrat des Kreises Samter in der preußischen Provinz Posen. Günther von Blanckenburg war Rittergutsbesitzer von Zimmerhausen. Er war der zweite Sohn des Moritz von Blanckenburg aus dessen zweiter Ehe mit Therese von Below-Reddentin.
Von 1898 bis 1898 saß Blanckenburg als Abgeordneter des Wahlkreises Posen 3 (Samter, Birnbaum, Schwerin a. W.) im Preußischen Abgeordnetenhaus. Er gehörte der Fraktion der Konservativen an. Ab 1899 bis 1900 wirkte er als Regierungsrat im Regierungsbezirk Frankfurt an der Oder.